# The Mother and the Law

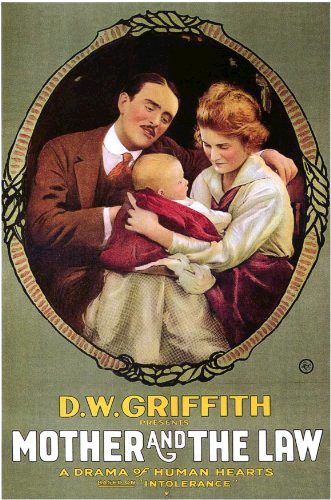
Cartell de la pel·lícula

'The Mother and the Law' és una pel·lícula muda dirigida per D. W. Griffith i protagonitzada per Mae Marsh i Robert Harron. La pel·lícula, que correspon a una versió expandida de l'episodi modern d'Intolerance, es va estrenar l'agost de 1919.

## Argument
Arthur Jenkins és l'amo d'una pròspera fàbrica però per guanyar més diners retalla els sous dels treballadors. Aquests organitzen una protesta i una vaga però amb l'ajut de metralladores els guardes de la fàbrica provoquen una matança per sufocar la vaga. Entre els morts hi ha el pare del noi Ell i la seva estimada es queden sense feina i escapant-se dels altercats, s'instal·len en un pis als afores de la ciutat. Allà el noi s'ajunta amb una banda de gàngsters liderats pel Mosqueter però després de casar-se amb la noia, vol deixar enrere aquesta manera de guanyar-se la vida. El Mosqueter aleshores fa que l'arrestin per assassinat. La noia té un fill però la gent benpensant de la ciutat li treu ja que pensen que no és una bona mare. El Mosqueter tracta de seduir-la i per això li promet ajuda però el nen acaba mort de desatenció en una institució benèfica. Quan el noi retorna es baralla amb el Mosqueter però aquest és mort per la seva gelosa amant. La policia deté el noi i és condemnat a mort però aleshores l'amant del Mosqueter confessa el seu crim i es produeix una cursa desesperada per aconseguir que s'aturi l'execució. El noi és perdonat.

## Repartiment
- Mae Marsh (la noia)
- Robert Harron (el noi)
- Miriam Cooper (la noia sense amics)
- Vera Lewis (Miss Mary Jenkins)
- Sam De Grasse (Arthur Jenkins)
- Clyde E. Hopkins (el secretari de Jenkins)
- F.A. Turner (pare de la noia)
- Walter Long (el Mosqueter, cap dels gàngsters)
- Ralph Lewis (el governador)
- Edward Dillon (cap dels policies)
- A.W. McClure (el capellà)
- Lloyd Ingraham (el jutge)
- William Brown (el guardià)
- Max Davidson (el veí amable)
- Alberta Lee (la dona)
- Frank Brownlee (el germà de la noia)
- Barney Bernard (el procurador del noi)
- Tom Wilson (el policia amable)
- Luray Huntley
- Eleanor Washington
- Lucille Browne
- Mary Alden
- Marguerite Marsh (convidada al ball)
- Tod Browning (propietari del cotxe)
- Kate Bruce (la mare)